# Christiane Schaumburg-Müller
Christiane Schaumburg-Müller Aaxman (født 26. januar 1982) er en dansk tv-vært, skuespiller, danser og iværksætter.
Startende ud som danser i musikvideoer som C21s "Tell Me Why" (2004) og Nik & Jays "Boing" (2006), fik hun sin debut som skuespiller i TV3s dramaserie 2900 Happiness (2007-2009), og har siden medvirket i film som ' Over kanten (2012) og Den skaldede frisør (2012).
Udover dette har hun optrådt som vært for adskillige programmer, såsom Boogie (2008, DR), Zulu Kvæg-ræs' (2010, TV 2 Zulu), Weekend Weekend (2011, TV 2), Den vildeste danser (2020, TV 2) og Vild med dans (2010-2012 og 2018-2021, TV 2).
Schaumburg-Müller er udover dette også iværksætter og står bl.a. bag magasinet ChriChri (og dets tilhørende onlineunivers og forlag), hudplejeserien til børn "Lille Kanin", samt stentøjsserien RAW i samarbejde med AIDA.

## Opvækst
Schaumburg-Müller blev født den 26. januar 1982 på Frederiksberg, København, som datter af Peter Schaumburg-Müller, højesteretsadvokat, og Birthe Schaumburg-Müller, gymnasielærer. Hun har også en storesøster, Rikke-Julie Schaumburg-Müller (f. 1977), og to halvsøskende fra sin fars andet ægteskab. Schaumburg-Müllers forældre blev skilt, da hun var ét år gammel. Schaumburg-Müller er bachelor i fransk og kommunikation fra Copenhagen Business School.
Som 5-årig begyndte Schaumburg-Müller til dans på Britt Bendixens danseskole Pejsegården, i Brønshøj, hvor hun som 9-årig fik undervisning i hiphop, jazzballet og funk. Hun fortsatte sin dansekarriere op igennem hendes teenage- og ungdomsår, mens hun gik i folkeskole og på gymnasiet. I perioden fra hun var 15 til 25 år optrådte hun som danser i flere musikvideoer, heriblandt i Hit'n'Hides "Space Invaders" (1998), Infernals "From Paris to Berlin" (2004), C21s "Tell Me Why" (2004), Nik & Jays "Boing" (2006) og Joey Moes "Flip It (Like A DJ)" (2007). I samme periode optrådte hun også i turnés for bands og store tv-shows for Nik & Jay, Den Gale Pose, Hampenberg, svenske Dr. Alban, tyske Snap!, DJ Alligator, Venga Boys og C21.

## Privat
Schaumburg-Müller indledte et forhold med den dansk-irske musiker og rapper, Liam O'Connor, også kendt som L.O.C, i 2008 efter at været venner siden 1998, hvor de mødtes i forbindelse med L.O.Cs optræden på Roskilde Festival, hvor Schaumburg-Müller medvirkede som danser. I 2009 bekendtgjorde parret at de skulle giftes, men forlovelsen blev ophævet i 2010, hvor parret gik fra hinanden. I 2011 fandt parret sammen igen, og offentliggjorde samme år, at de var blevet forlovet igen. Schaumburg-Müller og O'Connor blev gift den 22. december 2012 på Valdemar Slot. I juni 2015 offentliggjorde parret dog deres skilsmisse efter tre års ægteskab. I maj 2016 bekendtgjorde parret at de atter havde fundet sammen, og at de ventede deres første barn. Deres søn, Constantin, blev født den 25. september 2016. I oktober 2019 bekendtgjorde parret at de var gået fra hinanden.
I januar 2020 offentliggjorde Schaumburg-Müller at hun havde indledt et forhold med forretningsmand og milliardær, Daniel Aaxman. De blev gift i 2023.  Parret har sammen datteren, Ludovika Noël (f. 2023).

## Filmografi

### Film
| År   | Titel               | Rolle        |
| ---- | ------------------- | ------------ |
| 2009 | Simon & Malou       | lægesekretær |
| 2011 | Noget i luften      | Michelle     |
| 2012 | Over kanten         | Freja        |
| 2012 | Den skaldede frisør | Thilde       |

### Tv
| År        | Titel           | Rolle             |
| --------- | --------------- | ----------------- |
| 2007-2009 | 2900 Happiness  | Mercedes von Bech |
| 2010-2012 | Live fra Bremen | Flere roller      |

### Værtsroller
| År        | Titel                   | Medvært                |
| --------- | ----------------------- | ---------------------- |
| 2008      | Boogie                  |                        |
| 2010      | Zulu Kvægræs            |                        |
| 2010-2012 | Vild med dans           | Claus Elming           |
| 2011      | Danmarks Næste Topmodel | Caroline Fleming       |
| 2011      | Weekend Weekend         |                        |
| 2014      | Popstars                | Søren Rasted og Medina |
| 2020      | Den Vildeste Danser     | Christopher Læssø      |
| 2018-2021 | Vild med dans           | Sarah Grünewald        |

### Musikvideoer
- Hit'n'Hide – "Spaceinvaders" (1998)
- Crispy – "In & Out" (2000)
- C21 – "Tell Me Why" (2004)
- Infernal – "From Paris To Berlin" (2004)
- Nik & Jay – "Boing" (2006)
- Joey Moe – "Flip It (Like A DJ)" (2007)
- Pede B featuring Per Vers – "Superstar" (2008)

### Andet
- Stjernerne på slottet (2010)
- UPS! Det er live (2010)
- Natholdet (Medvært) (2011 og 2012)